# Moora
Moora è una città situata nella regione di Wheatbelt, in Australia Occidentale; essa si trova a circa 170 chilometri a nord di Perth ed è la sede della Contea di Moora. Al censimento del 2006 contava 1.605 abitanti.